# Franz Xaver Wolfgang Mozart

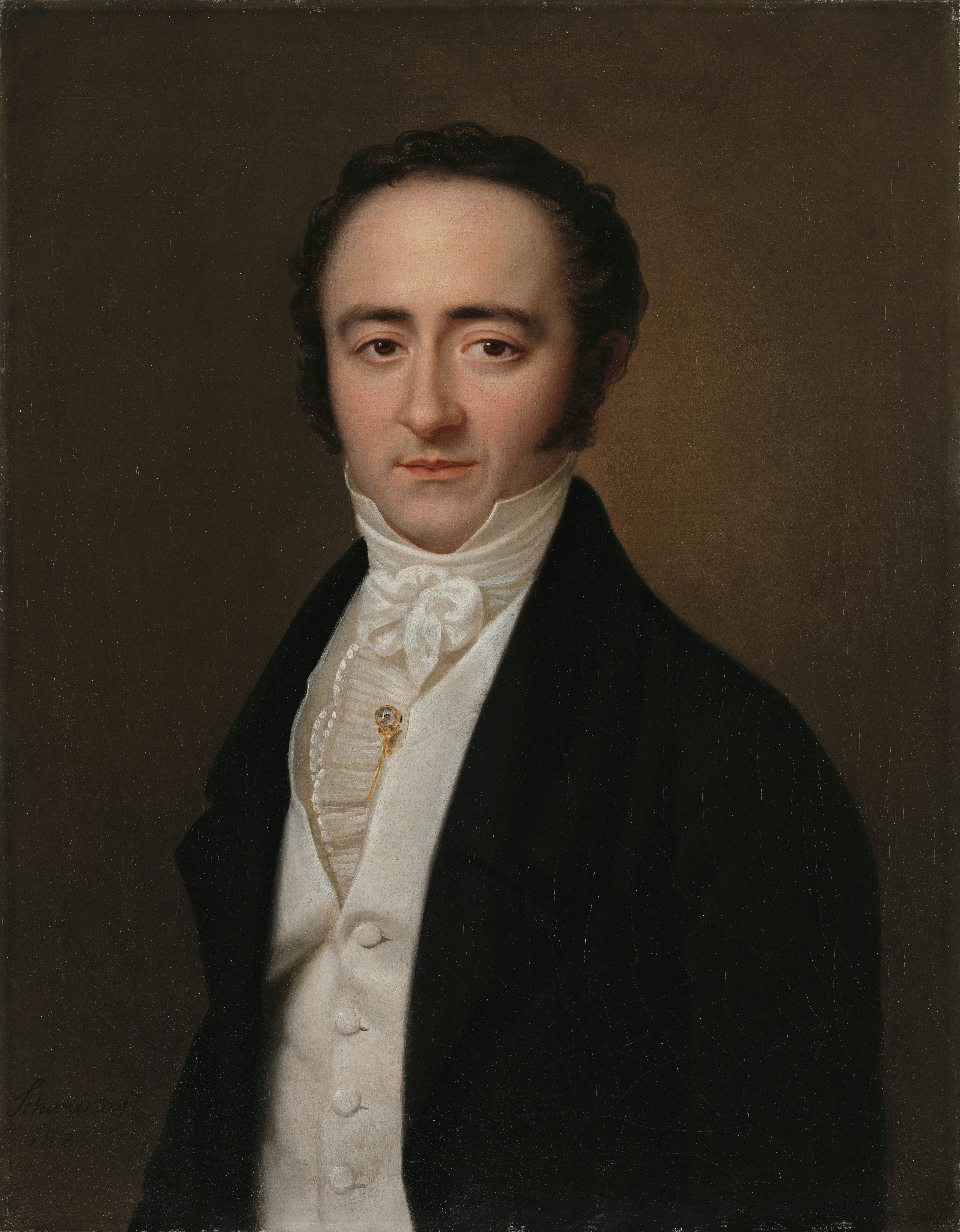
Franz Xaver Wolfgang Mozart

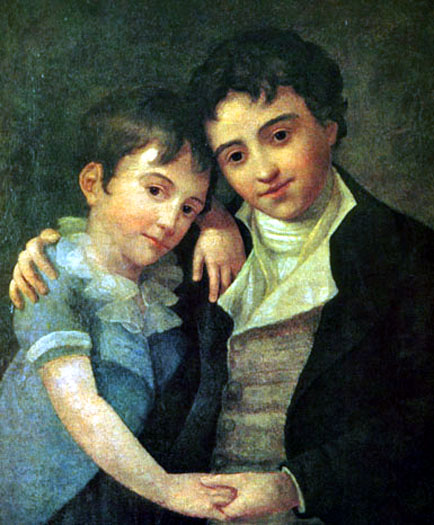
Wolfgang Amadeus och Constanze Mozarts två söner: Carl Thomas (till höger) och Franz Xaver Wolfgang (till vänster) (målning av Hans Hansen, Wien, 1800)

Franz Xaver Wolfgang Mozart, född 26 juli 1791, död 29 juli 1844 var den yngste av Wolfgang Amadeus Mozarts sex barn med hustrun Constanze. Franz Xaver var kompositör, pianist, dirigent och lärare samt kusinbarn till tonsättaren Carl Maria von Weber.
Franz Xaver Wolfgang Mozart föddes i Wien 26 juli 1791, det sista av sex barn till tonsättaren Wolfgang Amadeus Mozart, som han aldrig kände men skulle komma att leva hela sitt liv i skuggan av. Franz Xaver fick sin musikaliska skolning i piano, violin och komposition av bl.a. Antonio Salieri, Sigismund von Neukomm, Johann Georg Albrechtsberger, Johann Nepomuk Hummel och abbé Georg Joseph Vogler. Som sin far började han komponera vid tidig ålder. Han blev musiker och åtnjöt måttlig framgång såväl som lärare som musiker. Han undervärderade sin egen begåvning och levde i fruktan att vadhelst han producerade skulle komma att jämföras med hans fars verk.
Sin första pianokonsert gav han som fjortonåring 1805. I behov av pengar begav han sig 1808 till Lemberg (numera Lviv, Ukraina), där han undervisade döttrarna till greve Baworowski. Trots att lönen var ganska god kände sig Franz ensam i staden Pidkamen (nära Rohatyn), och 1809 accepterade han ett erbjudande från kejsarens utsände, von Janiszewski, att undervisa dennes döttrar i musik i staden Bursjtyn. Vid sidan av sin undervisning gav han konserter i staden med omnejd, med både sin egen och sin fars musik. Konserterna blev en inträdesbiljett i de ledande kretsarna i Galizien.
Efter två år i Bursjtyn återvände han till Lemberg, där han kom att tillbringa mer än 20 år med att undervisa och ge konserter. Bland eleverna kan nämnas Julie von Webenau. 1820 var han en av 50 komponister som valdes ut för att komponera Variationer över ett tema av Anton Diabelli. Han framförde sin fars rekviem 1826 vid en konsert i den grekisk-katolska katedralen S:t George. Åren 1826-1829 ledde han Sankta Cecilia-kören, med 400 amatörsångare. Kören blev grunden till det musikaliska brödraskapet S:ta Cecilia, sedermera den första musikskolan i Lemberg.
Han företog också många resor i nuvarande Ukraina.
1838 lämnade han Lemberg för Wien och senare Salzburg, där han utsågs till kapellmästare vid Mozarteum. Från 1841 undervisade han pianisten Ernst Pauer.
Han avled 29 juli 1844 och begravdes i Karlsbad, ännu ogift och barnlös. Släkten Mozart dog därmed ut när även hans bror Carl Thomas dog ogift och barnlös 1858. Franz Xavers fars skugga vilade över honom även efter hans död; följande epitafium ristades på Franz Xavers gravsten:
"Må hans fars namn bli hans epitafium, såsom hans vördnad för denne var kärnan i hans liv"

## Verkförteckning

### Flerstämmig vokalmusik med ackompanjemang
- WV I:1 - Kantat (försvunnen)
- WV I:2 - Kantat (fragment)
- WV I:3 - "Die Frühlingsgöttin nahet", sång för 3 sopraner och piano (opus 29)
- WV I:4 - Der erste Frühingstag, kantat för soli, kör och orkester eller piano (opus 28; en sats finns med annan text som julsång "Engel Gottes künden")
- WV I:5 - "Von der Hoheit lichtem Glanz umflossen", kantat för soli, kör och orkester eller piano (orkesterversionen försvunnen)
- WV I:6 - Gott im Ungewitter (försvunnen)
- WV I:A - "Durchlaustiger" (kantat, äktheten ifrågasatt)

### Flerstämmig vokalmusik utan ackompanjemang
- WV II:1 - "Einen Humpen aus der Mutter fass", kanon (försvunnen)
- WV II:2 - Das Ding (försvunnen)
- WV II:3 - Die Nacht (försvunnen)
- WV II:4 - A l'amitié
- WV II:5 - Lust am Weine
- WV II:6 - "Still den Kummer in sich bergen" (försvunnen)
- WV II:7 - Die Nacht
- WV II:8 - Dem grosser Meister in dem Reich der Töne (försvunnen)
- WV II:9 - Begiesset
- WV II:10 - Kanon (försvunna)
- WV II:11 - Sånger (försvunna)

### Enstämmig vokalmusik med ackompanjemang

#### med orkesterackompanjemang
- WV IIIa:1 - "Ich bin der erst Buffo", aria för bas och orkester. Inlaga i "Der Schauspieldirektor"

#### med piano- eller gitarrackompanjemang
- WV IIIb:1 - Die Rose
- WV IIIb:2 - Das Geheimnis (opus 5:8)
- WV IIIb:3 - Die Einsamkeit (opus 5:1)
- WV IIIb:4 - Der Vergnügsame (opus 5:3)
- WV IIIb:5 - Mein Mädchen (opus 5:6)
- WV IIIb:6 - Aus den Griechischen (opus 5:4)
- WV IIIb:7 - Totengräberlied (opus 5:5)
- WV IIIb:8 - "In questa tomba oscura"
- WV IIIb:9 - Mailied (opus 5:7)
- WV IIIb:10 - Trinklied
- WV IIIb:11 - "Souvent l'amour"
- WV IIIb:12 - Die Geliebte
- WV IIIb:13 - Das Klavier (opus 5:2)
- WV IIIb:14 - "In der Väter Hallen" (opus 12)
- WV IIIb:15 - Das liebende Mädchen (opus 9:1)
- WV IIIb:16 - An spröde Schönen (opus 9:2)
- WV IIIb:17 - Nein (opus 9:3)
- WV IIIb:18 - Der Schmetterling auf einem Vergissmeinnicht (opus 9:4)
- WV IIIb:19 - Klage an den Mond (opus 9:5)
- WV IIIb:20 - Erntelied (opus 9:6)
- WV IIIb:21 - An die Bäche (opus 21:5)
- WV IIIb:22 - Seufzer (opus 21:2)
- WV IIIb:23 - Lotte (försvunnen)
- WV IIIb:24 - Die Entzückung (opus 21:3)
- WV IIIb:25 - Das Hüttchen (försvunnen)
- WV IIIb:26 - An sie (opus 21:4)
- WV IIIb:27 - Beginnende Liebe (försvunnen)
- WV IIIb:28 - Le baiser (opus 21:6)
- WV IIIb:29 - Aus dem Französischen (opus 21:1)
- WV IIIb:30 - An Emma (opus 24)
- WV IIIb:31 - Albumblatt (försvunnet)
- WV IIIb:32 - Berthas Lied in der Nacht (opus 27:3)
- WV IIIb:33 - Das Finden (opus 27:2)
- WV IIIb:34 - An den Abendstern (opus 27:1)
- WV IIIb:35 - Erinnerung
- WV IIIb:36 - Das Mädchen am Strande
- WV IIIb:37 - Franska romanser (försvunna)
- WV IIIb:A - Mignon (äktheten ifrågasatt)
- WV IIIb:B - Chanson (äktheten ifrågasatt)
- WV IIIb:C - Beim Abschiede (äktheten ifrågasatt)
- WV IIIb:D - Liebeständelei (även benämnd "Ständchen"; äktheten ifrågasatt)
- WV IIIb:E - Sång utan text (äktheten ifrågasatt)
- WV IIIb:F - Trennung (äktheten ifrågasatt)

### Verk för soloinstrument och orkester
- WV IV:1 - Pianokonsert i C-dur (opus 14)
- WV IV:2 - Pianokonsert i Ess-dur (opus 25)
- WV IV:3 - Variationer för piano och orkester i A-dur

### Orkesterverk
- WV V:1 - Marsch för blåsare (försvunnen)
- WV V:2-13 - Tolv menuetter för orkester
- WV V:14 - Ouvertyr i D-dur
- WV V:A - Menuett i D-dur (äktheten ifrågasatt)
- WV V:B - Skisser till menuetter (äktheten ifrågasatt)

### Kammarmusik
- WV VI:1 - Pianokvartett i g-moll (opus 1)
- WV VI:2 - Pianotrio (försvunnen)
- WV VI:3 - Violinsonat i B♭-dur (opus 7)
- WV VI:4 - Andante och allegretto för flöjt och två horn i F-dur (opus 11:1)
- WV VI:5 - Allegretto för flöjt och två horn i C-dur (opus 11:2)
- WV VI:6 - Aria russa för flöjt och två horn i F-dur (opus 11:3)
- WV VI:7 - Adagio ma non troppo för flöjt och två horn i Ess-dur (opus 11:4)
- WV VI:8 - Scherzando för flöjt och två horn i B♭-dur (opus 11:5)
- WV VI:9 - Marsch för flöjt och två horn i C-dur (opus 11:6)
- WV VI:10 - Rondo för flöjt och piano i e-moll
- WV VI:11 - Violinsonat i F-dur (opus 15)
- WV VI:12 - Variationer över ett tema ur Bertons opera Aline för flageolett och piano i G-dur
- WV VI:13 - Cellosonat i E-dur (opus 19, finns även i version med violin)
- WV VI:14 - Variationer över ett tema ur Vincenzo Bellinis opera Il pirata för violin och piano i A-dur

### Pianomusik
- WV VII:1 - Rondo i F-dur (med tema från ett fragment av Wolfgang Amadeus Mozart (K. 590b))
- WV VII:2 - Variationer i F-dur över menuetten i Don Giovanni (opus 2)
- WV VII:3 - Variationer i A-dur över ”Marche golcondoise” ur Bertons opera Aline (opus 3, version av WV VI:12)
- WV VII:4 - Rondo i F-dur (opus 4)
- WV VII:5 - Variationer i F-dur över den ryska folkvisan "Katilisja vozy s gory" (opus 6)
- WV VII:6 - Ländler i B♭-dur
- WV VII:7 - Variationer i g-moll över den ryska folkvisan "Kak u nasjego sjirokova dvora" (opus 8)
- WV VII:8 - Pianosonat i G-dur (opus 10, även i försvunnen version för två pianon)
- WV VII:9 - Marsch i G-dur
- WV VII:10 - Variationer i d-moll över ett ryskt tema (opus 18)
- WV VII:11 - Variationer i g-moll över ett ryskt tema (opus 20, försvunna))
- WV VII:12 - Fantasi i g-moll (försvunnen)
- WV VII:13 - Variationer i C-dur över ett polskt tema (försvunnan)
- WV VII:14 - Variationer i C-dur över "A Schüsserl und a Reindl" (försvunna)
- WV VII:15 - Variationer i e-moll (försvunna)
- WV VII:16 - Variationer i C-dur över "Stieglitz, Stieglitz" (försvunna)
- WV VII:17 - Variationer i G-dur (opus 13)
- WV VII:18 - Variationer i G-dur för piano tre händer över "Je t'aime tant" av Joseph-Dominique-Fabry Garat
- WV VII:19 - Ländler och vals i F-dur
- WV VII:20 - Polonäs i c-moll (opus 17:3)
- WV VII:21 - Polonäs i h-moll (opus 17:1)
- WV VII:22 - Variationer i D-dur över ett tema ur Coriolano av Giuseppe Nicolini
- WV VII:23 - Tysk dans i d-moll
- WV VII:24 - Tysk dans i G-dur
- WV VII:25 - Polonäs i f-moll (opus 17:5)
- WV VII:26 - Polonäs i e-moll (opus 17:2)
- WV VII:27 - Polonäs i d-moll (opus 17:6)
- WV VII:28 - Polonäs i g-moll (opus 17:4)
- WV VII:29 - Polonäs i a-moll (opus 22:2)
- WV VII:30 - Fantasi i A-dur
- WV VII:31 - Polonäs i g-moll (opus 22:4)
- WV VII:32 - Variationer i C-dur över ”À peine au sortir de l'enfance” ur Joseph av Méhul (opus 23)
- WV VII:33 - Polonäs i f-moll (opus 22:3)
- WV VII:34 - Polonäs i c-moll (opus 22:1)
- WV VII:35 - Variationer i C-dur över ett tema av Diabelli (två variationer, Diabelli publicerade dock bara den ena)
- WV VII:36 - Vals (försvunnen)
- WV VII:37 - Polonäs i D-dur (opus 26:1)
- WV VII:38 - Polonäs i C-dur (opus 26:2)
- WV VII:39 - Allegretto i F-dur
- WV VII:40 - Allegretto i G-dur
- WV VII:41 - Andantino i A-dur
- WV VII:A - Polonäs i C-dur (äktheten ifrågasatt)
- WV VII:B - Vals i E-dur (fragment, äktheten ifrågasatt)
- WV VII:C - Vals i D-dur (äktheten ifrågasatt)
- WV VII:- - Romans i Ass-dur (publicerad som ett verk av Wolfgang Amadeus Mozart, men är möjligen ett barndomsverk av sonen)

### Skisser och studier
- WV VIII:1 - Skiss (försvunnen)
- WV VIII:2-3 - Kanonskisser i d-moll
- WV VIII:A - Fuga D-dur (äktheten ifrågasatt)

### Bearbetningar av andra tonsättares verk
- WV IXa:1 - "Peur des morts" (musik till Une heure de veuvage av Édouard Mazères, Eugène Lebas och L. M. J. T. Bénazet)
- WV IXa:2 - Musik till "Arlequin odalisque" av Louis-Simon Auger
- WV IXa:3 - Festkör vid avtäckandet av Mozart-monumentet i Salzburg 1842 (op 30; bearbetning av Wolfgang Amadeus Mozarts K. 260 och 540)
- WV IXb:1 - Kadens till pianokonserten K. 467, sats 1
- WV IXb:2 - Kadens till pianokonserten K. 467, sats 3
- WV IXb:3 - Fuga av Albrechtsberger (försvunnen)
- WV IXb:4 - Hornkonsert i Ess-dur av Joseph Leutgeb (försvunnen)
- WV IXb:5 - Fyra polonäser för piano av Karol Lipiński (försvunna)
- WV IXb:6 - Kadens till pianokonserten K. 450, sats 1
- WV IXb:7 - Kadens till pianokonserten K. 466, sats 3
- WV IXb:8 - Kadens till pianokonserten K. 450, sats 3
- WV IXa:A - Polonäs i B♭-dur över teman ur Die Schweizer Familie av Joseph Weigl (äktheten ifrågasatt)
- WV IXa:B - Kadens till pianokonserten K. 503, sats 1 (äktheten ifrågasatt)
- WV IXa:C - Ornamentering till pianokonserten K. 503, sats 1 (äktheten ifrågasatt)

### Avskrifter av andra tonsättares verk
Uppräknas ej här